# Robert Vrečer
Robert Vrečer, slovenski kolesar, * 8. oktober 1980, Celje. Od leta 2010 tekmuje za kolesarski klub Perutnina Ptuj. 
Svoje začetke kolesarstva je pustil v gorskem kolesarstvu, kjer se je okronal kar s štirimi naslovi državnega prvaka, leta 2006 pa je prestopil v cestno kolesarsvo, najprej v kolesarski klub Radenska Powerbar. Maja 2014 je bil zaradi kršitve protidopinških predpisov kaznovan z 20-mesečno prepovedjo tekmovanja.

## Uspehi
2008
1. mesto Trofeo Gianfranco Bianchin
1. mesto Kroz Vojvodina I
1. mesto Ljubljana - Zagreb
1. mesto Giro del Medio Brenta
1. mesto Cronoscalata Gardone Valtrompia - Prati di Caregno
2. mesto Giro Valli Aretine - GP Citta di Arezzo
2. mesto Giro del Friuli-Venezia-Giulia
2. mesto 2. etapa Istrska pomlad
3. mesto 4. etapa Giro del Friuli-Venezia-Giulia
2009
1. mesto Ljubljana - Zagreb
2. mesto GP Kranj
2010
1. mesto Trofeo Gianfranco Bianchin
1. mesto Dirka po Slovaški
1. mesto 4. etapa
1. mesto 5. etapa
1. mesto Istrska pomlad
1. mesto prolog
1. mesto 2. etapa
2011
1. mesto Szlakiem Grodow Piastowskich
1. mesto, 2. etapa
1. mesto Istrska pomlad
1. mesto prolog
1. mesto 2. etapa
3. mesto Dirka po Sloveniji
1. mesto prolog
4. mesto 2. etapa